# Myopiarolis norfanz
Myopiarolis norfanz är en kräftdjursart som beskrevs av Bruce 2009. Myopiarolis norfanz ingår i släktet Myopiarolis och familjen Serolidae. Inga underarter finns listade i Catalogue of Life.